# Dasineura linosyridis
Dasineura linosyridis är en tvåvingeart som först beskrevs av Möhn 1958.  Dasineura linosyridis ingår i släktet Dasineura och familjen gallmyggor. Inga underarter finns listade i Catalogue of Life.